# نوک‌شاخ جکسون
منقارشاخی جکسون با نام علمی Tockus jacksoni پرنده‌ای از خانوادهٔ منقارشاخیان و بومی آفریقاست. این پرنده در کنیا، سودان و اوگاندا یافت می‌شود.
منقارشاخی جکسون به منقارشاخی فون در دکن شباهت دارد و تنها تفاوت آن‌ها در خال‌های انبوه سفیدرنگ منقارشاخی جکسون است. همچنین منقارشاخی جکسون را غالباً زیرگونهٔ منقارشاخی فون در دکن در نظر می‌گیرند.